# Barão de Cacela
Barão de Cacela foi um título criado por Decreto de 27 de Setembro de 1835, da rainha D. Maria II de Portugal, e confirmado por carta de 31 de Janeiro de 1837, a favor do general António Pedro de Brito Vila Lobos, 1.º barão de Cacela.
Usaram o título as seguintes pessoas:
1. António Pedro de Brito Vila Lobos (1782-1841), 1.º barão de Cacela;